# Llista d'ocells de Somàlia
Aquesta llista d'ocells de Somàlia inclou totes les espècies d'ocells trobats a Somàlia: 709, de les quals 9 en són endemismes, 14 es troben globalment amenaçades d'extinció i 1 hi fou introduïda.
Els ocells s'ordenen per famílies i espècies:

## Struthionidae
- Struthio camelus

## Podicipedidae
- Tachybaptus ruficollis
- Podiceps nigricollis

## Diomedeidae
- Thalassarche cauta

## Procellariidae
- Daption capense
- Pterodroma aterrima
- Pachyptila desolata
- Bulweria fallax
- Aphrodroma brevirostris
- Puffinus carneipes
- Puffinus pacificus
- Puffinus lherminieri
- Puffinus persicus

## Hydrobatidae
- Oceanites oceanicus
- Pelagodroma marina
- Fregetta tropica
- Oceanodroma monorhis
- Oceanodroma matsudairae

## Phaethontidae
- Phaethon aethereus

## Pelecanidae
- Pelecanus onocrotalus
- Pelecanus rufescens

## Sulidae
- Sula dactylatra
- Sula sula
- Sula leucogaster

## Phalacrocoracidae
- Phalacrocorax carbo
- Phalacrocorax nigrogularis
- Phalacrocorax africanus

## Anhingidae
- Anhinga melanogaster

## Fregatidae
- Fregata minor
- Fregata ariel

## Ardeidae
- Ardea cinerea
- Ardea melanocephala
- Ardea goliath
- Ardea purpurea
- Ardea alba
- Egretta ardesiaca
- Egretta intermedia
- Egretta gularis
- Egretta garzetta
- Ardeola ralloides
- Ardeola idae
- Bubulcus ibis
- Butorides striata
- Nycticorax nycticorax
- Ixobrychus sturmii

## Scopidae
- Scopus umbretta

## Ciconiidae
- Mycteria ibis
- Anastomus lamelligerus
- Ciconia nigra
- Ciconia abdimii
- Ciconia episcopus
- Ciconia ciconia
- Ephippiorhynchus senegalensis
- Leptoptilos crumeniferus

## Threskiornithidae
- Threskiornis aethiopicus
- Geronticus eremita
- Bostrychia hagedash
- Plegadis falcinellus
- Platalea leucorodia
- Platalea alba

## Phoenicopteridae
- Phoenicopterus roseus
- Phoenicopterus minor

## Anatidae
- Dendrocygna bicolor
- Dendrocygna viduata
- Thalassornis leuconotus
- Alopochen aegyptiacus
- Tadorna ferruginea
- Sarkidiornis melanotos
- Nettapus auritus
- Anas penelope
- Anas strepera
- Anas crecca
- Anas undulata
- Anas acuta
- Anas erythrorhyncha
- Anas hottentota
- Anas querquedula
- Anas clypeata
- Netta erythrophthalma
- Aythya fuligula

## Pandionidae
- Pandion haliaetus

## Accipitridae
- Aviceda cuculoides
- Pernis apivorus
- Macheiramphus alcinus
- Elanus caeruleus
- Chelictinia riocourii
- Milvus migrans
- Haliaeetus vocifer
- Necrosyrtes monachus
- Gypaetus barbatus
- Neophron percnopterus
- Gyps africanus
- Gyps rueppellii
- Gyps fulvus
- Torgos tracheliotus
- Trigonoceps occipitalis
- Circaetus pectoralis
- Circaetus cinereus
- Circaetus fasciolatus
- Terathopius ecaudatus
- Circus aeruginosus
- Circus ranivorus
- Circus macrourus
- Circus pygargus
- Polyboroides typus
- Kaupifalco monogrammicus
- Melierax metabates
- Melierax poliopterus
- Micronisus gabar
- Accipiter tachiro
- Accipiter badius
- Accipiter minullus
- Accipiter nisus
- Accipiter melanoleucus
- Butastur rufipennis
- Buteo buteo
- Buteo rufinus
- Buteo augur
- Buteo archeri
- Aquila rapax
- Aquila nipalensis
- Aquila wahlbergi
- Aquila verreauxii
- Aquila spilogaster
- Aquila pennatus
- Aquila ayresii
- Polemaetus bellicosus
- Lophaetus occipitalis

## Sagittariidae
- Sagittarius serpentarius

## Falconidae
- Polihierax semitorquatus
- Falco naumanni
- Falco tinnunculus
- Falco rupicoloides
- Falco chicquera
- Falco vespertinus
- Falco amurensis
- Falco eleonorae
- Falco concolor
- Falco subbuteo
- Falco cuvierii
- Falco biarmicus
- Falco pelegrinoides
- Falco peregrinus

## Phasianidae
- Francolinus sephaena
- Francolinus psilolaemus
- Francolinus levaillantoides
- Francolinus leucoscepus
- Francolinus afer
- Francolinus castaneicollis
- Coturnix delegorguei

## Numididae
- Numida meleagris
- Guttera pucherani
- Acryllium vulturinum

## Turnicidae
- Turnix sylvatica

## Rallidae
- Sarothrura elegans
- Crex crex
- Amaurornis flavirostris
- Porzana parva
- Porzana pusilla
- Porzana porzana
- Porphyrio porphyrio
- Porphyrio alleni
- Gallinula chloropus
- Gallinula angulata
- Fulica cristata

## Heliornithidae
- Podica senegalensis

## Otididae
- Ardeotis arabs
- Ardeotis kori
- Neotis heuglinii
- Eupodotis senegalensis
- Eupodotis humilis
- Eupodotis gindiana
- Lissotis melanogaster
- Lissotis hartlaubii

## Jacanidae
- Actophilornis africanus

## Rostratulidae
- Rostratula benghalensis

## Dromadidae
- Dromas ardeola

## Haematopodidae
- Haematopus ostralegus

## Recurvirostridae
- Himantopus himantopus
- Recurvirostra avosetta

## Burhinidae
- Burhinus vermiculatus
- Burhinus oedicnemus
- Burhinus capensis

## Glareolidae
- Cursorius cursor
- Cursorius temminckii
- Smutsornis africanus
- Rhinoptilus cinctus
- Rhinoptilus chalcopterus
- Glareola pratincola
- Glareola nordmanni
- Glareola ocularis

## Charadriidae
- Vanellus spinosus
- Vanellus tectus
- Vanellus lugubris
- Vanellus melanopterus
- Vanellus coronatus
- Vanellus senegallus
- Vanellus gregarius
- Pluvialis fulva
- Pluvialis apricaria
- Pluvialis squatarola
- Charadrius hiaticula
- Charadrius dubius
- Charadrius pecuarius
- Charadrius tricollaris
- Charadrius marginatus
- Charadrius alexandrinus
- Charadrius mongolus
- Charadrius leschenaultii
- Charadrius asiaticus

## Scolopacidae
- Lymnocryptes minimus
- Gallinago stenura
- Gallinago media
- Gallinago gallinago
- Limosa limosa
- Limosa lapponica
- Numenius phaeopus
- Numenius tenuirostris
- Numenius arquata
- Tringa erythropus
- Tringa totanus
- Tringa stagnatilis
- Tringa nebularia
- Tringa ochropus
- Tringa glareola
- Xenus cinereus
- Actitis hypoleucos
- Arenaria interpres
- Calidris canutus
- Calidris alba
- Calidris ruficollis
- Calidris minuta
- Calidris temminckii
- Calidris ferruginea
- Calidris alpina
- Limicola falcinellus
- Philomachus pugnax
- Phalaropus lobatus

## Stercorariidae
- Stercorarius maccormicki
- Stercorarius antarctica
- Stercorarius pomarinus
- Stercorarius parasiticus

## Laridae
- Larus leucophthalmus
- Larus hemprichii
- Larus argentatus
- Larus fuscus
- Larus heuglini
- Larus cachinnans
- Larus armenicus
- Larus ichthyaetus
- Larus cirrocephalus
- Larus ridibundus
- Xema sabini
- Sterna nilotica
- Sterna caspia
- Sterna bengalensis
- Sterna sandvicensis
- Sterna bergii
- Sterna dougallii
- Sterna hirundo
- Sterna paradisaea
- Sterna albifrons
- Sterna saundersi
- Sterna repressa
- Sterna anaethetus
- Sterna fuscata
- Chlidonias hybridus
- Chlidonias leucopterus
- Chlidonias niger
- Anous tenuirostris
- Anous stolidus

## Rynchopidae
- Rynchops flavirostris

## Pteroclidae
- Pterocles exustus
- Pterocles senegallus
- Pterocles decoratus
- Pterocles lichtensteinii

## Columbidae
- Columba livia
- Columba guinea
- Columba albitorques
- Columba oliviae
- Columba arquatrix
- Streptopelia turtur
- Streptopelia lugens
- Streptopelia roseogrisea
- Streptopelia reichenowi
- Streptopelia decipiens
- Streptopelia semitorquata
- Streptopelia capicola
- Streptopelia senegalensis
- Turtur chalcospilos
- Turtur tympanistria
- Oena capensis
- Treron waalia

## Psittacidae
- Psittacula krameri
- Poicephalus cryptoxanthus
- Poicephalus rufiventris

## Musophagidae
- Tauraco fischeri
- Tauraco leucotis
- Corythaixoides leucogaster

## Cuculidae
- Clamator jacobinus
- Clamator levaillantii
- Clamator glandarius
- Cuculus solitarius
- Cuculus clamosus
- Cuculus canorus
- Cuculus gularis
- Cuculus poliocephalus
- Chrysococcyx klaas
- Chrysococcyx cupreus
- Chrysococcyx caprius
- Ceuthmochares aereus
- Centropus senegalensis
- Centropus superciliosus

## Tytonidae
- Tyto alba

## Strigidae
- Otus senegalensis
- Otus scops
- Ptilopsis leucotis
- Ptilopsis granti
- Bubo africanus
- Bubo cinerascens
- Bubo lacteus
- Scotopelia peli
- Strix woodfordii
- Glaucidium perlatum
- Glaucidium capense
- Athene noctua
- Asio flammeus

## Caprimulgidae
- Caprimulgus europaeus
- Caprimulgus fraenatus
- Caprimulgus aegyptius
- Caprimulgus nubicus
- Caprimulgus donaldsoni
- Caprimulgus pectoralis
- Caprimulgus inornatus
- Caprimulgus stellatus
- Caprimulgus climacurus
- Caprimulgus clarus
- Caprimulgus fossii
- Macrodipteryx vexillarius
- Macrodipteryx longipennis

## Apodidae
- Telacanthura ussheri
- Neafrapus boehmi
- Cypsiurus parvus
- Tachymarptis melba
- Apus apus
- Apus niansae
- Apus pallidus
- Apus berliozi
- Apus affinis
- Apus caffer

## Coliidae
- Colius striatus
- Colius leucocephalus
- Urocolius macrourus

## Trogonidae
- Apaloderma narina

## Alcedinidae
- Alcedo cristata
- Ispidina picta
- Halcyon leucocephala
- Halcyon senegalensis
- Halcyon senegaloides
- Halcyon albiventris
- Halcyon chelicuti
- Todirhamphus chloris
- Megaceryle maximus
- Ceryle rudis

## Meropidae
- Merops pusillus
- Merops oreobates
- Merops revoilii
- Merops albicollis
- Merops persicus
- Merops superciliosus
- Merops apiaster
- Merops nubicus

## Coraciidae
- Coracias garrulus
- Coracias abyssinica
- Coracias caudata
- Coracias naevia
- Eurystomus glaucurus

## Upupidae
- Upupa epops

## Phoeniculidae
- Phoeniculus purpureus
- Phoeniculus somaliensis
- Rhinopomastus aterrimus
- Rhinopomastus cyanomelas
- Rhinopomastus minor

## Bucerotidae
- Tockus erythrorhynchus
- Tockus flavirostris
- Tockus deckeni
- Tockus alboterminatus
- Tockus hemprichii
- Tockus nasutus
- Ceratogymna brevis
- Bucorvus abyssinicus

## Capitonidae
- Pogoniulus pusillus
- Tricholaema diademata
- Tricholaema melanocephala
- Lybius melanopterus
- Trachyphonus margaritatus
- Trachyphonus erythrocephalus
- Trachyphonus darnaudii

## Indicatoridae
- Indicator variegatus
- Indicator indicator
- Indicator minor
- Prodotiscus regulus

## Picidae
- Jynx torquilla
- Campethera nubica
- Campethera abingoni
- Campethera mombassica
- Campethera cailliautii
- Dendropicos fuscescens
- Dendropicos namaquus

## Alaudidae
- Mirafra cantillans
- Mirafra albicauda
- Mirafra hypermetra
- Mirafra somalica
- Mirafra ashi
- Mirafra africana
- Mirafra rufocinnamomea
- Mirafra collaris
- Mirafra gilletti
- Calendulauda poecilosterna
- Calendulauda africanoides
- Calendulauda alopex
- Heteromirafra archeri
- Heteromirafra sidamoensis
- Eremopterix leucotis
- Eremopterix nigriceps
- Eremopterix signata
- Ammomanes deserti
- Alaemon alaudipes
- Alaemon hamertoni
- Calandrella brachydactyla
- Calandrella blanfordi
- Calandrella cinerea
- Calandrella somalica
- Spizocorys obbiensis
- Galerida cristata
- Galerida theklae
- Pseudalaemon fremantlii

## Hirundinidae
- Riparia riparia
- Riparia paludicola
- Riparia cincta
- Ptyonoprogne fuligula
- Hirundo rustica
- Hirundo lucida
- Hirundo aethiopica
- Hirundo smithii
- Cecropis abyssinica
- Cecropis senegalensis
- Cecropis daurica
- Delichon urbica

## Motacillidae
- Motacilla alba
- Motacilla aguimp
- Motacilla flava
- Motacilla cinerea
- Tmetothylacus tenellus
- Macronyx croceus
- Macronyx aurantiigula
- Anthus leucophrys
- Anthus cinnamomeus
- Anthus melindae
- Anthus campestris
- Anthus similis
- Anthus trivialis
- Anthus cervinus

## Campephagidae
- Coracina caesia
- Campephaga flava
- Campephaga phoenicea

## Pycnonotidae
- Pycnonotus barbatus
- Andropadus importunus
- Chlorocichla flaviventris
- Phyllastrephus fischeri
- Phyllastrephus terrestris
- Phyllastrephus strepitans
- Nicator gularis

## Turdidae
- Neocossyphus rufus
- Monticola saxatilis
- Monticola rufocinereus
- Monticola solitarius
- Turdus olivaceus
- Turdus tephronotus

## Cisticolidae
- Cisticola bodessa
- Cisticola chiniana
- Cisticola cinereolus
- Cisticola galactotes
- Cisticola natalensis
- Cisticola brachypterus
- Cisticola nana
- Cisticola juncidis
- Cisticola aridulus
- Cisticola brunnescens
- Prinia gracilis
- Prinia subflava
- Prinia somalica
- Apalis flavida
- Apalis melanocephala
- Urorhipis rufifrons
- Camaroptera brachyura
- Calamonastes simplex

## Sylviidae
- Locustella fluviatilis
- Acrocephalus schoenobaenus
- Acrocephalus scirpaceus
- Acrocephalus baeticatus
- Acrocephalus palustris
- Acrocephalus arundinaceus
- Acrocephalus stentoreus
- Acrocephalus griseldis
- Acrocephalus gracilirostris
- Hippolais caligata
- Hippolais pallida
- Hippolais languida
- Hippolais olivetorum
- Hippolais icterina
- Eremomela flavicrissalis
- Eremomela icteropygialis
- Sylvietta brachyura
- Sylvietta philippae
- Sylvietta whytii
- Sylvietta isabellina
- Phylloscopus umbrovirens
- Phylloscopus trochilus
- Phylloscopus collybita
- Phylloscopus sibilatrix
- Sylvia atricapilla
- Sylvia borin
- Sylvia communis
- Sylvia curruca
- Sylvia deserti
- Sylvia nisoria
- Sylvia hortensis
- Sylvia leucomelaena
- Sylvia cantillans
- Sylvia mystacea
- Parisoma boehmi

## Muscicapidae
- Bradornis pallidus
- Bradornis microrhynchus
- Melaenornis edolioides
- Melaenornis pammelaina
- Muscicapa striata
- Muscicapa gambagae
- Muscicapa caerulescens
- Ficedula semitorquata
- Luscinia luscinia
- Luscinia megarhynchos
- Luscinia svecica
- Irania gutturalis
- Cossypha heuglini
- Cossypha natalensis
- Cichladusa guttata
- Cercotrichas quadrivirgata
- Cercotrichas leucophrys
- Cercotrichas galactotes
- Cercotrichas minor
- Cercotrichas podobe
- Phoenicurus ochruros
- Phoenicurus phoenicurus
- Saxicola rubetra
- Saxicola rubicola
- Oenanthe leucopyga
- Oenanthe monacha
- Oenanthe phillipsi
- Oenanthe oenanthe
- Oenanthe lugens
- Oenanthe pleschanka
- Oenanthe hispanica
- Oenanthe xanthoprymna
- Oenanthe deserti
- Oenanthe pileata
- Oenanthe isabellina
- Oenanthe heuglini
- Cercomela scotocerca
- Cercomela dubia
- Cercomela melanura
- Thamnolaea semirufa

## Platysteiridae
- Bias musicus
- Platysteira peltata
- Batis orientalis
- Batis minor
- Batis perkeo

## Monarchidae
- Erythrocercus holochlorus
- Trochocercus cyanomelas
- Terpsiphone viridis

## Timaliidae
- Turdoides aylmeri
- Turdoides rubiginosus
- Turdoides squamulatus
- Turdoides leucopygius

## Paridae
- Melaniparus thruppi

## Remizidae
- Anthoscopus musculus

## Nectariniidae
- Anthreptes orientalis
- Hedydipna collaris
- Hedydipna platura
- Hedydipna metallica
- Cyanomitra olivacea
- Cyanomitra veroxii
- Chalcomitra amethystina
- Chalcomitra senegalensis
- Chalcomitra hunteri
- Cinnyris pulchellus
- Cinnyris mariquensis
- Cinnyris nectarinioides
- Cinnyris bifasciatus
- Cinnyris tsavoensis
- Cinnyris chalcomelas
- Cinnyris habessinicus
- Cinnyris venustus

## Zosteropidae
- Zosterops abyssinicus

## Oriolidae
- Oriolus oriolus
- Oriolus auratus
- Oriolus larvatus

## Laniidae
- Lanius collurio
- Lanius isabellinus
- Lanius meridionalis
- Lanius minor
- Lanius cabanisi
- Lanius dorsalis
- Lanius somalicus
- Lanius nubicus
- Lanius senator
- Eurocephalus rueppelli

## Malaconotidae
- Nilaus afer
- Dryoscopus gambensis
- Dryoscopus pringlii
- Dryoscopus cubla
- Tchagra senegala
- Tchagra jamesi
- Laniarius ruficeps
- Laniarius liberatus
- Laniarius aethiopicus
- Laniarius funebris
- Rhodophoneus cruentus
- Telophorus sulfureopectus
- Telophorus viridis
- Malaconotus blanchoti

## Prionopidae
- Prionops plumatus
- Prionops retzii
- Prionops scopifrons

## Dicruridae
- Dicrurus ludwigii
- Dicrurus adsimilis

## Corvidae
- Corvus splendens
- Corvus capensis
- Corvus albus
- Corvus ruficollis
- Corvus edithae
- Corvus rhipidurus
- Corvus crassirostris

## Sturnidae
- Sturnus vulgaris
- Creatophora cinerea
- Lamprotornis chalybaeus
- Lamprotornis chloropterus
- Lamprotornis purpuropterus
- Lamprotornis regius
- Lamprotornis corruscus
- Lamprotornis superbus
- Lamprotornis shelleyi
- Cinnyricinclus leucogaster
- Spreo fischeri
- Spreo albicapillus
- Onychognathus morio
- Onychognathus blythii
- Onychognathus salvadorii
- Speculipastor bicolor
- Buphagus erythrorhynchus

## Ploceidae
- Bubalornis niger
- Dinemellia dinemelli
- Sporopipes frontalis
- Plocepasser mahali
- Plocepasser donaldsoni
- Pseudonigrita arnaudi
- Pseudonigrita cabanisi
- Ploceus intermedius
- Ploceus nigricollis
- Ploceus subaureus
- Ploceus bojeri
- Ploceus galbula
- Ploceus taeniopterus
- Ploceus vitellinus
- Ploceus cucullatus
- Ploceus spekei
- Ploceus dichrocephalus
- Ploceus rubiginosus
- Ploceus bicolor
- Anaplectes rubriceps
- Quelea erythrops
- Quelea quelea
- Euplectes diadematus
- Euplectes hordeaceus
- Euplectes franciscanus
- Euplectes axillaris
- Amblyospiza albifrons

## Estrildidae
- Pytilia melba
- Hypargos niveoguttatus
- Lagonosticta senegala
- Lagonosticta larvata
- Uraeginthus bengalus
- Uraeginthus cyanocephalus
- Uraeginthus ianthinogaster
- Estrilda rhodopyga
- Estrilda astrild
- Estrilda charmosyna
- Euodice cantans
- Odontospiza griseicapilla
- Spermestes cucullatus
- Spermestes bicolor
- Amadina fasciata

## Viduidae
- Vidua chalybeata
- Vidua hypocherina
- Vidua fischeri
- Vidua macroura
- Vidua paradisaea

## Emberizidae
- Emberiza hortulana
- Emberiza striolata
- Emberiza tahapisi
- Emberiza poliopleura

## Fringillidae
- Rhynchostruthus socotranus
- Carduelis johannis
- Serinus atrogularis
- Serinus reichenowi
- Serinus mozambicus
- Serinus donaldsoni
- Serinus dorsostriatus
- Serinus tristriatus

## Passeridae
- Passer domesticus
- Passer castanopterus
- Passer griseus
- Passer swainsonii
- Passer gongonensis
- Passer euchlorus
- Passer eminibey
- Petronia pyrgita[1]